# ليو موراي
ليو موراي هو لاعب هوكي الجليد كندي، ولد في 24 أغسطس 1899، وتوفي في 20 نوفمبر 1965.

## وصلات خارجية
- ليو موراي على موقع دوري الهوكي الوطني (الإنجليزية)
- ليو موراي على موقع EliteProspects.com (الإنجليزية)
- ليو موراي على موقع HockeyDB.com (الإنجليزية)
- ليو موراي على موقع Hockey-Reference.com (الإنجليزية)